# Kleiseerkoog

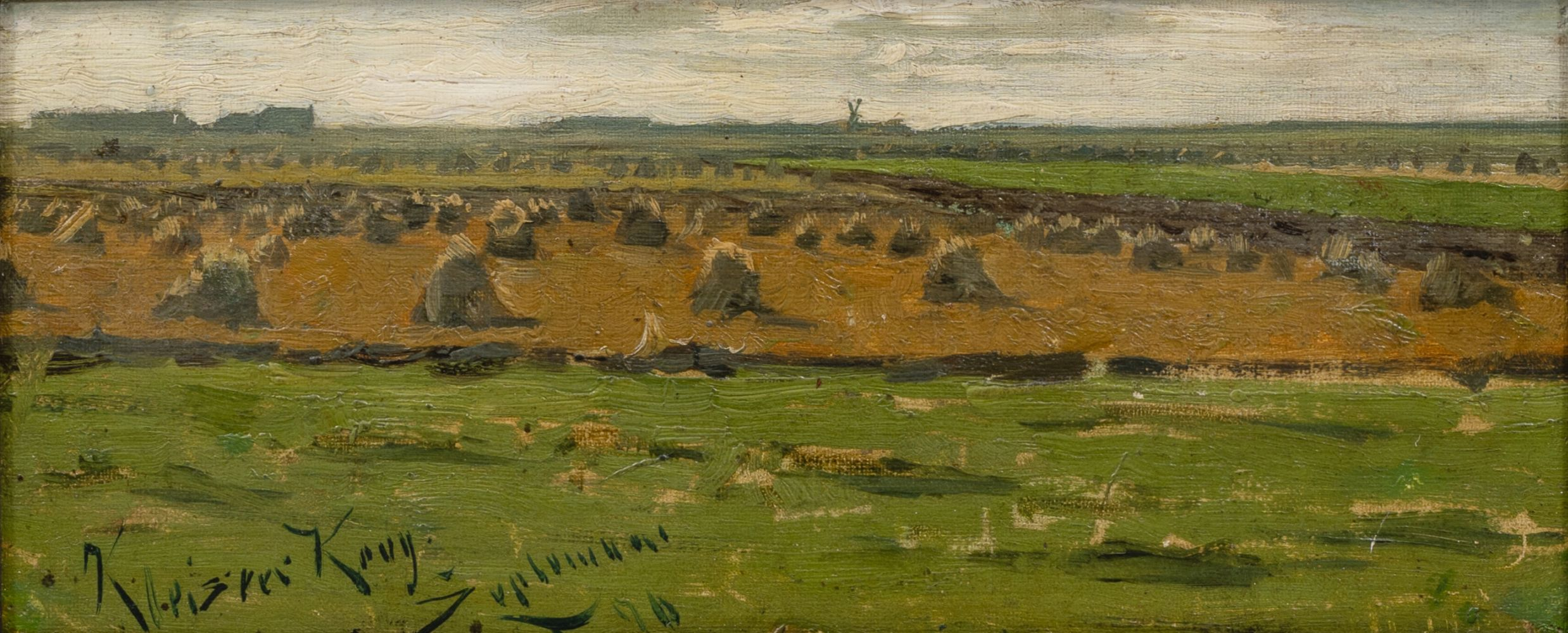
Hans Peter Feddersen: Heudiemen im Kleiseerkoog, 1896

Der Kleiseerkoog (nordfriesisch: Kloisiiekuuch, dänisch: Klægsøkog) ist ein Koog in Nordfriesland.

## Geographie

### Geographische Lage
Der Kleiseerkoog liegt als Teil der Bökingharde fünf bis sieben Kilometer südwestlich der Stadt Niebüll im Kreis Nordfriesland. Er ist heute ein Ortsteil der Gemeinde Galmsbüll.

### Nachbarköge
Der Koog ist etwa 1.265 Hektar groß und hat die Gestalt eines Dreiecks mit der Spitze nach Süden. Begrenzt wird er durch folgende Nachbarköge:
| Marienkoog          | Neuer Christian-Albrechts-Koog              | Risummooringer Kornkoog |
| Dagebüller Koog     | Kompassrose, die auf Nachbargemeinden zeigt | Maasbüller Herrenkoog   |
| Juliane-Marien-Koog | Fahretofter Norderkoog                      | Bottschlotter Koog      |

### Bevölkerung
Der Koog ist schwach besiedelt und zählt nur 176 Einwohner.
Das Gelände ist eben und hat eine Höhenlage von 0,2 bis 1,8 m über NN.

## Geschichte
Der Koog wurde zwischen 1726 und 1727 eingedeicht und feierte 1977 sein 250-jähriges Bestehen. Seinen Namen hat er von dem Kleiseetief, einem Wattstrom, der früher dort verlief. 1633/4 war schon einmal versucht worden, dieses Tief abzudämmen, doch die Burchardiflut hatte die Bemühungen zunichtegemacht.
Nach einer Volkszählungsliste gab es im Koog um 1803 etwa 15 Landwirte. In dieser Zeit Anfang des 19. Jahrhunderts waren Vieh und Korn die Haupterzeugnisse.
1952/53 wurde ein Schöpfwerk errichtet, welches dafür sorgte, dass einige Teile des Kooges im Winter nicht mehr so oft überschwemmt wurden.
1974 fusionierte die bis dahin selbständige Gemeinde mit den Gemeinden
Christian-Albrechts-Koog und Marienkoog zur Gemeinde Galmsbüll.

## Wirtschaft
Nur noch wenige Einwohner des Kooges arbeiten hauptberuflich in der Landwirtschaft, in der in den letzten Jahren vor allem die Herstellung von Biogas zugenommen hat.